# Пайгин, Зият Асиятович
Зият Асиятович Пайгин (род. 8 февраля 1995 года, Тольятти, Россия) — российский хоккеист, защитник клуба «Куньлунь Ред Стар». Мастер спорта России (2024).

## Биография
Воспитанник СДЮШ казанского «Ак Барса». Первая школа — СДЮШ Дизель город Пенза. С 2008 года — в системе казанского «Ак Барса»; выступал за «Ирбис» (МХЛ-Б), «Барс»-МХЛ, «Барс»-ВХЛ. 4 сентября 2014 года дебютировал в КХЛ (в матче «Ак Барс» — «Автомобилист»). 10 октября 2015 года, проведя перед этим 43 матча за главную команду «Ак Барса» (с учётом плей-офф), обменян в «Сочи» на денежную компенсацию. В январе 2016 года успешно выступающий молодой защитник принял участие в матче звёзд КХЛ. 2 мая 2016 года был обменян обратно в состав «Ак Барса».
В 2015 году выбран под 209-м номером на драфте НХЛ клубом «Эдмонтон Ойлерз». В 2017 году подписал контракт новичка с «Ойлерз», который отправил его в фарм-клуб «Бейкерсфилд Кондорс». В конце 2017 года он покинул команду и вернулся в КХЛ, подписав контракт с ярославским «Локомотивом».
В начале сезона 2018/2019 Пайгин был командирован в фарм-клуб ярославской команды — тольяттинскую «Ладу» (ВХЛ).
8 декабря 2018 года «Локомотив» объявил об обмене Пайгина в ХК «Сочи», получив взамен денежную компенсацию.
В октябре 2022 года «Авангард» подписал с Пайгиным контракт на 3 года.
В декабре 2023 года «Сибирь» подписала контракт с Пайгиным. За клуб он сыграл 15 игр и набрал одно очко. 30 апреля 2024 года клуб сообщил о решении не продлевать контракт с игроком.
В мае 2024 года «Лада» объявила о подписании защитника на один год. 27 ноября 2024 контракт был расторгнут по обоюдному согласию, на следующий день Пайгин перешёл в «Куньлунь Ред Стар».
Серебряный призёр молодёжного чемпионата мира 2015 в составе сборной России. В феврале 2016 года дебютировал во взрослой сборной России в Евротуре.